# 比尔卡班巴

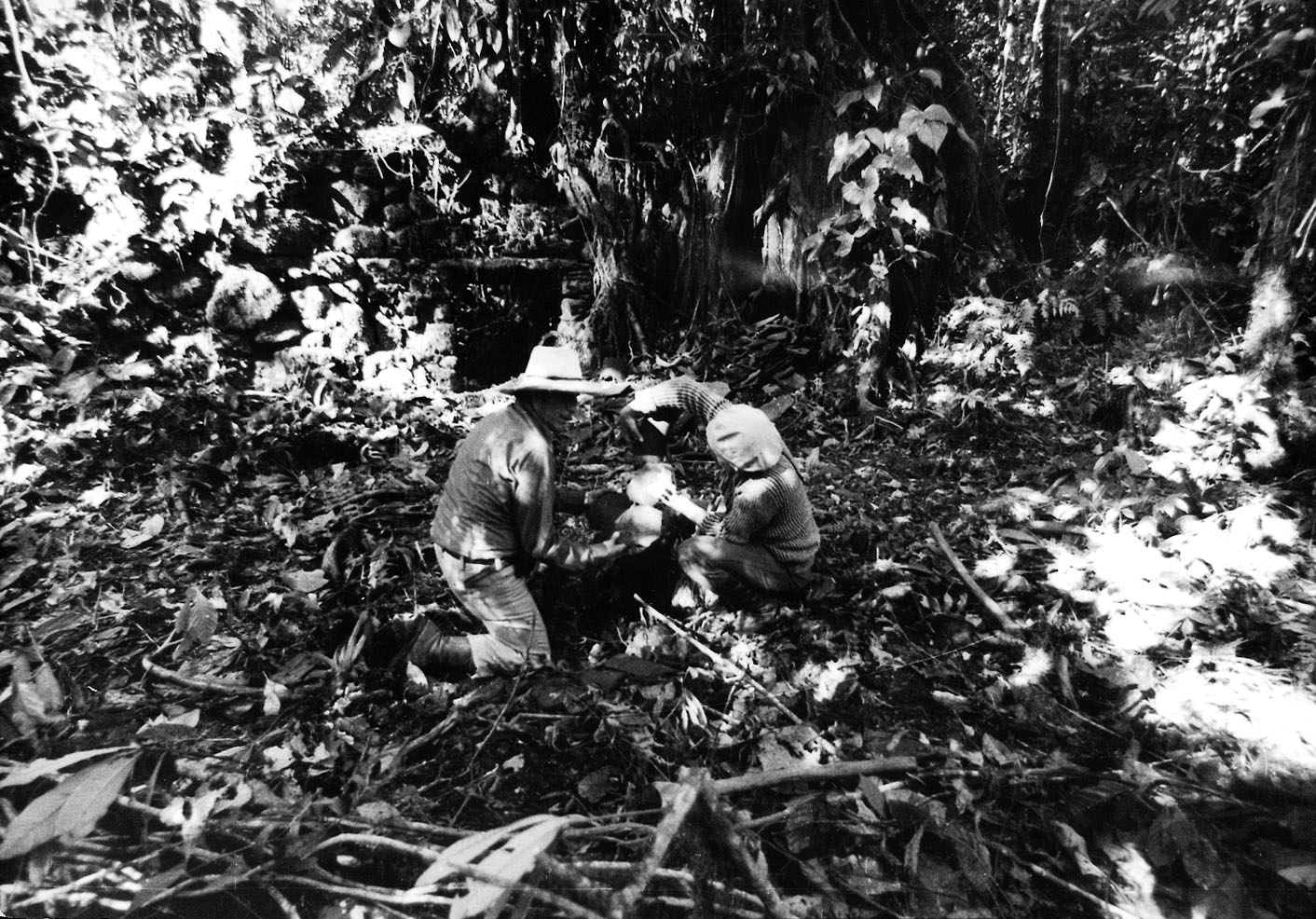
两位考古学家在维尔卡班巴遗址进行调查。

维尔卡班巴（克丘亚语：Willkapampa，意为“圣谷”），或譯比尔卡班巴，是一个在1539年由萨帕·印卡曼科·卡帕克二世所建立的古城，是印加帝国被西班牙人征服后的一个残存部分，新印加王国的首都。直到1572年，图帕克·阿马鲁兵败被俘，比尔卡班巴才得以进入了秘鲁总督区的管辖，隨後被遺棄，位置被遺忘。由于战乱原因，大部分的建筑物都被焚毁，没有人知道它原来的景象，就连位置也模糊不清，给这个城市增添了几分神秘感。海勒姆·宾厄姆为了寻找比尔卡班巴，发现了马丘比丘，并把它误认为是比尔卡班巴。
在流行文化中，比尔卡班巴（或具有比尔卡班巴特点的城市）曾出现在电脑游戏《亚马孙的足迹》、古墓丽影系列中，以及惊悚小说《邪恶之星》、《大墓地》中，PlayStation 2游戏《影之心：来自新世界》中。在电视剧《西班牙征服者》的第二集里，也有对比尔卡班巴的介绍。另外，在英国小说《向最后城市进发》中讲述的也是关于印加城市废墟的故事。

## 脚注
1. ↑  Titu Cusi Yupanqui (1570) Instrucción al Licenciado Lope García de Castro. Prologued by the Pontificia Universidad Católica del Perú, Fondo Editorial 1992
2. ↑  . 2020-01-18  [2020-04-20]. （原始内容存档于2021-01-23） （中文（臺灣））.
3. ↑  McCrum, Robert (July 28, 2002). "Back to the heart of darkness". The Guardian (London). Retrieved May 27, 2010.